# Ощипко Ірина Йосипівна
Ощипко Ірина Йосипівна (1 березня 1928, Львів) — українська мовознавиця і педагог, кандидат філологічних наук (1954), доцент кафедри української мови Львівського університету.

## Біографія
Закінчила 1950 Львівський університет. З 1953 працює на кафедрі української мови.
Досліджує питання стилістики, дериватології, лексикології, історії української літературної мови, мови творів класиків української літератури.

## Наукова діяльність
Основні праці:
- «Іншомовна лексика в поетичних творах Т. Шевченка» (1961),
- «Побутова лексика українських грамот XIV—XV ст.» (1962),
- «Молдавські побутовізми в оповіданнях М. Коцюбинського» (1966),
- «Із спостережень над побутовою лексикою української мови XVII ст. (на матеріалі „Лексикону…“ Памва Беринди)»,
- «Функція молдавізмів в оповіданнях М. Коцюбинського» (обидві — 1967),
- «Порівняльний аналіз українських та польських відприкмет-никових прислівників на -о/-е» (1975),
- «Українські відприкметникові прислівники з суфіксами -ом/-ем, -цем, -ою у порівнянні з російською та білоруською» (1976),
- «Порівняльна характеристика відприкметникових прислівників» (1977),
- «Семантико-словотвірний зв'язок між твірними прикметниками і похідними прислівниками на -о в сучасній українській мові» (1983).

Автор навчальних посібників для студентів «Практична стилістика української літературної мови. Синтаксис» (1965) і «Практична стилістика сучасної української літературної мови. Лексика» (1968), співавтор словопокажчиків «Художнє слово Василя Стефаника» (1972) і «Лексика поетичних творів Івана Франка» (1990) та ін.